# Flaveria trinervia
Flaveria trinervia là một loài thực vật có hoa trong họ Cúc. Loài này được (Spreng.) C.Mohr mô tả khoa học đầu tiên năm 1901.